# Barbourofelidae
Barbourofelidae – wymarła rodzina ssaków z podrzędu kotokształtnych (Feliformia) z rzędu drapieżnych (Carnivora) o niejasnym pokrewieństwie (incertae sedis).

## Budowa
Barbourofelidae początkowo opisywano jako koty szablozębne.

## Rozmieszczenie geograficzne
Do rodziny należały gatunki występujące w epoce miocenu (16,9–9 mln lat temu) na terenie Ameryce Północnej, Eurazji i Afryki.

## Systematyka
Takson został zdefiniowany w 1970 roku przez zespół amerykańskich paleontologów (Charles Bertrand Schultz, Marian R. Schultz i Larry Dean Martin) w randze plemienia w obrębie podrodziny Machairodontinae, w pracy opisującej także rodzaj Barbourofelis. W 1978 roku amerykański paleontolog Richard Hall Tedford przeniósł plemię do Nimravidae, a rangę podrodziny przydzielił mu w 1991 roku amerykański paleontolog Harold N. Bryant. Rangę odrębnej rodziny nadał mu w 2004 roku międzynarodowy zespół paleontologów (Niemiec Michael Morlo, Francuz Stéphane Peigné oraz Austriaczka Doris Nagel) zwracając uwagę na jego bliższe pokrewieństwo z Felidae niż Nimravidae; jednak w 2020 roku przeprowadzono analizę opartą głównie na morfologii czaszki, wykazując że Barbourofelidae mogą być jednak bliżej spokrewnione z Nimravidae niż Felidae.

### Podział systematyczny
Do rodziny należały następujące rodzaje:
- Afrosmilus Kretzoi, 1929[10]
- Albanosmilus Kretzoi, 1929[11]
- Barbourofelis C.B. Schultz, M.R. Schultz & Martin, 1970
- Ginsburgsmilus Morales, Salesa, Pickford & Soria, 2001[12] – jedynym przedstawicielem był Ginsburgsmilus napakensis Morales, Salesa, Pickford & Soria, 2001.
- Jinomrefu Friscia, Macharwas, Muteti, Ndiritu & Rasmussen, 2020[13] – jedynym przedstawicielem był Jinomrefu lakwanza Friscia, Macharwas, Muteti, Ndiritu & Rasmussen, 2020
- Oriensmilus Wang Xiaoming, S.C. White & Guan Jian, 2020[9] – jedynym przedstawicielem był Oriensmilus liupanensis Wang Xiaoming, S.C. White & Guan, 2020
- Prosansanosmilus Heizmann, Ginsburg & Bulot, 1980[14]
- Sansanosmilus Kretzoi, 1929[15] – jedynym przedstawicielem był Sansanosmilus palmidens (Blainville, 1843)
- Syrtosmilus Ginsburg, 1978[16] – jedynym przedstawicielem był Syrtosmilus syrtensis Ginsburg, 1978
- Vishnusmilus Kretzoi, 1938[17] – jedynym przedstawicielem był Vishnusmilus rhomboidalis (Pilgrim, 1932)